# Delcourt (Verlag)
Éditions Delcourt oder kurz Delcourt ist ein französischer Verlag mit Sitz in Paris, der sich auf Comics und Manga spezialisiert hat. Gegründet wurde er 1986 aufgrund der Fusion der Magazine Charlie Mensuel und Pilote. Guy Delcourt, zuvor Chefherausgeber des Pilote, benannte  das neue Verlagshaus zunächst Guy Delcourt Productions, später Éditions Delcourt.
Delcourt ist der  drittgrößte Verlag für frankobelgische Comicalben, nach Média-Participations und Glénat, und produziert rund 480 Comics per Jahr.
Im Juni 2013 gaben die Éditions Delcourt die Trennung von ihrem Manga-Label Akata zum Ende des Jahres 2013 bekannt. Pierre Valls übernahm die Mangasparte von Delcourt ab Januar 2014.

## Steigerung der Serien
- 1986: 3 Neuerscheinungen
- 1987–1989: rund 10 bis 20 Neuerscheinungen im Jahr
- 1989–1997: 20–50 Neuerscheinungen im Jahr
- 1998–2001: 60–100 Neuerscheinungen im Jahr
- 2002: 104  Neuerscheinungen im Jahr + 6 Mangas
- 2003: 116 Neuerscheinungen im Jahr + 51 Mangas
- 2004: 140 Neuerscheinungen im Jahr + 71 Mangas
- 2005: 212 Neuerscheinungen im Jahr, darunter rund 80 Mangas
- 2006: 266 Neuerscheinungen im Jahr, darunter 90 Mangas, 45 Comics und 22 Jugendbuchtitel

## Verlagsprogramm

### Frankobelgische Comicalben (Auswahl)
- Aquablue (seit 1988)
- Angela
- Donjon (seit 1998)
- Dragon Hunters – Die Drachenjäger
- Echnaton (seit 2000)
- Sillage
- Sun Wukong

### Manga (Delcourt/Akata) (Auswahl)
- Das Lied der Lämmer
- Fruits Basket
- Lovely Complex
- Meine Nachbarn die Yamadas
- Nana
- Shamo (Manga)
- She, The Ultimate Weapon
- Switch Girl!!
- Usagi Drop
- Yakitate!! Japan

## Belege
1. ↑  Bilan 2009. ACBD, Dezember 2009, archiviert vom Original am 14. Januar 2010. (französisch)
2. ↑  Delcourt et Akata: fin de l'histoire, Manga News vom 31. Mai 2013, abgerufen am 8. Juni 2015 (französisch)
3. ↑  Pierre Valls prend la direction de la collection Manga de Delcourt, Manga News vom 8. Juli 2013, abgerufen am 8. Juni 2015 (französisch)